# Peperomia mutilata
Peperomia mutilata är en pepparväxtart som beskrevs av William Trelease. Peperomia mutilata ingår i släktet peperomior, och familjen pepparväxter. Inga underarter finns listade i Catalogue of Life.